# Dlouhomilov
Dlouhomilov är en ort i Tjeckien.   Den ligger i regionen Olomouc, i den östra delen av landet, 180 km öster om huvudstaden Prag. Dlouhomilov ligger 312 meter över havet och antalet invånare är 466.
Terrängen runt Dlouhomilov är kuperad österut, men västerut är den platt. Runt Dlouhomilov är det ganska tätbefolkat, med 83 invånare per kvadratkilometer. Närmaste större samhälle är Šumperk, 6,6 km norr om Dlouhomilov. Omgivningarna runt Dlouhomilov är en mosaik av jordbruksmark och naturlig växtlighet.